# Lampriformes
Lampriformes (também chamada Lampridiformes) é uma ordem de actinopterígios que inclui 50 espécies abissais. Seus membros são acantomorfos teleósteos que divergiram no Cretáceo Superior ou então no período Paleoceno, há entre 60 e 70 milhões de anos. A ordem irmã é a Myctophiformes.
Os Lampridiformes têm a forma corporal altamente variável, mas geralmente possuem corpos profundos ou alongados. Também variam em tamanho, dos pequenos Metavelifer multiradiatus e Velifer hypselopterus com menos de 30 cm, ao grande Regalecus glesne, com cerca de 17 m. A pré-maxila exclui completamente a maxila da abertura bucal. Entretanto, as mandíbulas são altamente projetáveis, com um tipo único de mandíbula superior projetável. A maxila, ao invés de ser a ligação entre o etimóide e o palatino, desliza para dentro e para fora com a pré-maxila projetável. Os lampridiformes possuem 84-96 vértebras no total, mas não apresentam espinhos nas nadadeiras. A nadadeira pélvica tem 0-17 raias e encontra-se posicionada bem cranialmente. As nadadeiras dorsais são longas, e estendem-se na maior parte do comprimento do corpo. Não possuem escamas. Os peixes são normalmente encontrados em profundidades de 100 a 1000 metros, mas são pelágicos, não se alimentando em profundidade.

## Classificação
A ordem contém 18 espécies conhecidas distribuídas em 7 famílias:
Order Lampriformes
- Veliferidae - (2 espécies)
- Lamprididae - (2 espécies)
- Stylephoridae - (1 espécie)
- Lophotidae  - (2 espécies)
- Radiicephalidae  - (1 espécie)
- Trachipteridae - (8 espécies)
- Regalecidae - (2 espécies)